# Магоффин (округ)
Маго́ффин (англ. Magoffin County) — округ в штате Кентукки, США. Официально образован в 1860 году. По состоянию на 2010 год, численность населения составляла 13 333 человек.

## География
По данным Бюро переписи США, общая площадь округа равняется 800,311 км2, из которых 797,721 км2 суша и 1,813 км2 или 0,200 % это водоёмы.

### Соседние округа
- Морган  (северо-запад)
- Джонсон  (северо-восток)
- Флойд  (юго-восток)
- Нотт  (юг)
- Бретитт  (юго-запад)
- Вулф  (запад)

## Население
По данным переписи населения 2000 года в округе проживает 13 332 жителя в составе 5 024 домашних хозяйств и 3 858 семей. Плотность населения составляет 17,00 человек на км2. На территории округа насчитывается 5 447 жилых строений, при плотности застройки около 6,90-ти строений на км2. Расовый состав населения: белые — 99,29 %, афроамериканцы — 0,15 %, коренные американцы (индейцы) — 0,20 %, азиаты — 0,08 %, гавайцы — 0,00 %, представители других рас — 0,02 %, представители двух или более рас — 0,27 %. Испаноязычные составляли 0,42 % населения независимо от расы.
В составе 37,50 % из общего числа домашних хозяйств проживают дети в возрасте до 18 лет, 61,90 % домашних хозяйств представляют собой супружеские пары проживающие вместе, 11,20 % домашних хозяйств представляют собой одиноких женщин без супруга, 23,20 % домашних хозяйств не имеют отношения к семьям, 21,40 % домашних хозяйств состоят из одного человека, 8,20 % домашних хозяйств состоят из престарелых (65 лет и старше), проживающих в одиночестве. Средний размер домашнего хозяйства составляет 2,62 человека, и средний размер семьи 3,04 человека.
Возрастной состав округа: 26,80 % моложе 18 лет, 10,10 % от 18 до 24, 30,20 % от 25 до 44, 22,40 % от 45 до 64 и 22,40 % от 65 и старше. Средний возраст жителя округа 34 лет. На каждые 100 женщин приходится 97,20 мужчин. На каждые 100 женщин старше 18 лет приходится 94,40 мужчин.
Средний доход на домохозяйство в округе составлял 19 421 USD, на семью — 24 031 USD. Среднестатистический заработок мужчины был 27 745 USD против 18 354 USD для женщины. Доход на душу населения составлял 10 685 USD. Около 31,20 % семей и 36,60 % общего населения находились ниже черты бедности, в том числе — 45,90 % молодёжи (тех, кому ещё не исполнилось 18 лет) и 29,10 % тех, кому было уже больше 65 лет.